# كريستيان ميجريه
 كريستيان ميجريه (بالفرنسية: Christian Megret)‏ ولد في 11 نوفمبر 1904 بفانسين وتوفى عام 1987. وهو صحفي وكاتب فرنسي، حصل على جائزة فيمينا الأدبية عام 1957.